# 亚历山大·罗森堡
亚历山大·罗森堡（英語：Alexander Rosenberg，1946年—，出版物上常称为亚历克斯，"Alex"）是一位美国哲学家和小说家，杜克大学哲学教授，主要领域为生物學哲學和经济哲学，自称为“自然主义者”（"naturalist"），主要作品有《科学哲学：当代进阶教程》（Philosophy of Science: A Contemporary Approach）等。